# Амираниани
«Амираниани» (груз. ამირანიანი) — грузинский исторический эпос, повествующий о богатыре Амирани и его борьбе с богом. Тесно связан с другими древними эпосами, такими, как греческое сказание о Прометее и абхазское о Абрскиле.

## История записи
Первые записи фольклорных текстов эпоса встречаются в «Истории Грузии» Теймураза Багратиони, написанной в 1848 году. Однако о  содержании сказания грузинская письменная литература знала уже в XII веке, когда появилась повесть писателя Мосе Хонели «Амиран-Дареджаниани». Вторая половина XIX и первая половина XX столетий отмечены интенсивным собиранием текстов, повествующих о богатыре Амирани, в котором принимали участие десятки деятелей искусства и науки, в числе которых Илья Чавчавадзе, Акакий Церетели, Рафаэл Эристави, Важа-Пшавела. На сегодняшний день существует множество вариантов эпоса: по разным оценкам, их число достигает 120 или 150.

## Содержание
Главный герой эпоса, Амирани, — сын богини Дали, покровительствовавшей животным, и простого охотника. В младенчестве он получил нечеловеческие способности из-за омовения в воде волшебного источника. Желая принести пользу человечеству, он учит его добывать огонь и обрабатывать металлы, борется со злыми духами.  Отказываясь повиноваться небожителям, Амирани навлекает на себя их гнев. Бог заковывает богатыря в цепи в одной из кавказских пещер, куда постоянно прилетает орёл, выклёвывающий его печень. Богатырю известно о том, что пшеничное зерно появляется из орошённой человеческой кровью почвы. Амирани желает освободиться от цепей, чтобы дать человеку возможность делать хлеб без крови и увеличить зерно до размера ореха.

## Схожесть с другими эпосами
В мифологии народов Кавказа часты упоминания богатырей, прикованных к скале. Среди них, помимо Амирани, Артавазд и Ширад у армян, Бородатый великан у кабардинцев, Рокапи у имеретинцев. Однако ряд исследователей чаще сравнивает персонажа грузинского сказания с греческим Прометеем и абхазским Абрскилом. Всех троих объединяет человеколюбие и самоотверженная помощь народу, поэтому они почитались как подвижники и мученики во имя человеческого рода. Все они имеют древние общие корни и, предположительно, восходят к шумерским сказкам либо к древнейшим культурным памятникам дописьменной эпохи. По данным археологов, первые истоки сказаний о грузинском, греческом и абхазском богоборцах появились в III тысячелетии до нашей эры, однако окончательно все три сформировались в эпоху античности.